# Старикова, Анна Витальевна
А́нна Вита́льевна Ста́рикова (укр. Ганна Віталіївна Старикова; 20 ноября 1985 года, Киев, УССР, СССР) — украинский политик, председатель Киевского областного совета с 10 ноября 2015 года по 27 ноября 2020 года. Заместительница председателя Киевской областной организации ВО «Батькивщина».

## Биография
Закончила дневное отделение Украинской академии внешней торговли по специальности «Международное право» в 2007 году. Спустя три года, в 2010, получила высшее образование в Киевском национальном университете им. Вадима Гетьмана по специальности «Экономика предпринимательства».
С 2007 по 2012 — помощник-консультант народного депутата Украины VI созыва Константина Бондарева. С марта по сентябрь 2014 работала заместительницей председателя Киевской областной государственной администрации.
Старикова дважды баллотировалась на пост мэра города Обухов (в 2012 и 2015), однако оба раза потерпела поражение.
В 2014 г. — кандидат в народные депутаты от «Батькивщины» (№ 60 в партийном списке).
Была первым кандидатом от Батьківщини на выборах в Киевский облсовет. 10 ноября 2015 года была избрана на пост председательницы Киевского областного совета: за неё проголосовал 51 депутат из 84.

### Личная жизнь
Старикова не состоит в браке и не имеет детей.